# 28. april
28. april er dag 118 i året i den gregorianske kalender (dag 119 i skudår). Der er 247 dage tilbage af året.
Vitalis dag. Har enten navn efter Vitalis, som blev martyrdræbt i kejser Neros tid omkring år 60, eller en anden martyr af samme navn, som blev martyrdræbt af kejser Marcus Aurelius omkring år 171.

### Begivenheder
Født - Dødsfald
- 1525 - Ved Lund overvinder danske tropper en styrke under  admiral Søren Norby, der kæmper for den afsatte kong Christian 2. Sejren sikrer Frederik 1. herredømmet i Skåne.
- 1772 - På Østerfælled i København henrettes Struensee og Brandt for majestætsforbrydelse.
- 1788 - I USA optages Maryland som stat.
- 1789 - Kaptajn William Bligh og 18 søfolk bliver sat i en åben båd under Mytteriet på Bounty. Det er besætningen under ledelse af Fletcher Christian, der begår mytteri. Efter 41 døgn når kaptajn Bligh og hans folk frem til øen Timor.
- 1923 - På Wembley Stadion i London spilles den første engelske FA Cup finale.
- 1935 - Metroen i Moskva tages i brug.
- 1945 - Den italienske diktator Benito Mussolini og hans elskerinde henrettes ved skydning af medlemmer af modstandsbevægelsen.
- 1947 - Om bord på "tømmerflåden" Kon-Tiki afsejler den norske antropolog og forfatter Thor Heyerdahl sammen med 5 besætningsmedlemmer fra Callao i Peru med kurs mod Polynesien for at bevise sin teori om, at de første polynesiere kan være kommet fra Peru.
- 1952 - Taipei-traktaten (fredstraktaten mellem Japan og  Republikken Kina) underskrives.
- 1966 - Verdens længste retssag afsluttes i Indien efter et forløb på 761 år.
- 1969 - Charles de Gaulle går af som præsident i Frankrig, da en folkeafstemning afviser hans krav om afskaffelse af Senatet.
- 1988 - Mirakuløst lykkes det et amerikansk fly med 95 om bord at nødlande i Hawaii, selvom en tredjedel af taget er blæst af i 7.000 meters højde på grund af en eksplosion. En stewardesse bliver suget ud af flyet og er det eneste dødsoffer for ulykken. 60 passagerer indlægges med lettere skader.
- 1989 - 5 omkommer, da et svævefly og et privatfly kolliderer mellem Ølholm og Sindbjerg.
- 1989 - En 27-årig københavner myrder sin 5-årige datter, sin tidligere samleverske og to af dennes bekendte, inden han begår selvmord. Inden selvmordet lammer han en mandlig bilist med skud og sårer en kvinde på Strøget i København. Det er én af de blodigste nætter nogensinde i København i nyere tid.
- 1990 - Historiens største Broadway-succes "A Chorus Line" opføres for sidste gang efter næsten 15 års opførsler. Den havde premiere 25. juli 1975 og blev opført 6.137 gange.
- 2005 - Villy Søvndal vælges til ny formand for Socialistisk Folkeparti ved en urafstemning med næsten 60 procent af de afgivne stemmer.
- 2006 - Nepals parlament mødes atter efter næsten 4 år. Kong Gyanendra har bøjet sig for folkets krav, og den 84-årige Girija Prasad Koirala bliver ny premierminister i en overgangsregering, der skal planlægge valg til en ny grundlovssgivende forsamling.

### Født
- 1443 - Edvard 4., engelsk konge (død 1483).
- 1758 - James Monroe, amerikansk præsident (død 1831).
- 1903 - Johan Borgen, norsk forfatter (død 1979).
- 1906 - Kurt Gödel, østrigsk matematiker (død 1978).
- 1907 - Olaf Ussing, dansk skuespiller (død 1990).
- 1908 - Oskar Schindler, sudetertysk fabrikant (død 1974).
- 1916 - Ferruccio Lamborghini, italiensk bilfabrikant (død 1993).
- 1922 - Alistair MacLean, skotsk forfatter (død 1987).
- 1923 - Sten Hegeler, dansk psykolog (død 2021).
- 1924 - Kenneth Kaunda, Zambias første præsident 1964-91 (død 2021).
- 1925 - Jytte Enselmann, dansk skuespillerinde (død 2008).
- 1928 - Yves Klein, fransk kunstner (død 1962).
- 1930 - James Baker, tidligere amerikansk udenrigsminister.
- 1932 - Mogens Olsen, dansk håndboldspiller (død 2007).
- 1936 - John Tchicai, dansk-amerikansk jazzmusiker og -komponist (død 2012).
- 1937 - Saddam Hussein, irakisk præsident og diktator (død 2006). Datoen er den dato, som Husseins regering fastslog som den offiecielle fødselsdag. Den korrekte dato er ukendt.
- 1941 - Ann-Margret, svensk-amerikansk skuespillerinde.
- 1943 - Erling Bundgaard, dansk journalist og tidligere tv-direktør.
- 1944 - Preben Rudiengaard, dansk læge, politiker og borgmester i Ribe Kommune (død 2022).
- 1946 - Finn Bach, dansk erhvervsmand
- 1948 - Terry Pratchett, engelsk fantasyforfatter (død 2015).
- 1949 - Paul Guilfoyle, amerikansk skuespiller.
- 1950 - Jay Leno, amerikansk tv-vært.
- 1952 - Mary McDonnell, amerikansk skuespillerinde.
- 1956 - Bente Sorgenfrey, dansk fagforeningsformand.
- 1957 - Tøger Seidenfaden, dansk chefredaktør (død 2011).
- 1960 - Walter Zenga, italiensk fodboldspiller.
- 1963 - Kristian Rendtorff, dansk generalsekretær og biavler
- 1967 - Claes Bang, dansk skuespiller.
- 1968 - Howard Donald, engelsk sanger i Take That.
- 1974 - Penélope Cruz, spansk skuespillerinde.
- 1981 - Jessica Alba, amerikansk skuespillerinde.
- 1984 - Dmitrij Torbinskij, russisk fodboldspiller.
- 1988 - Juan Mata, spansk fodboldspiller.
- 1996 - Zanger Bob, hollandsk popsanger.

### Dødsfald
- 1772 - Johan Friedrich Struensee, tysk-dansk statsmand (født 1737) - henrettet.
- 1772   - Enevold Brandt, dansk lensgreve (født 1738) - henrettet.
- 1918 - Gavrilo Princip, bosnisk-serbisk student (født 1894).
- 1936 - Fuad 1., egyptisk konge (født 1868).
- 1945 - Benito Mussolini, italiensk diktator (født 1883).
- 1978 - Evan Klamer, dansk cykelrytter (født 1923).
- 1992 - Francis Bacon, irsk maler (født 1909).
- 1999 - Alf Ramsey, engelsk fodboldtræner (født 1920).
- 2006 - Lasse Budtz, dansk folketingspolitiker (født 1926).
- 2012 - Matilde Camus, spanske digter (født 1919).

|  | Denne datoartikel kan blive bedre, hvis der indsættes et (bedre) billede Du kan hjælpe ved at afsøge Wikimedia Commons for et passende billede eller uploade et godt billede til Wikimedia Commons iht. de tilladte licenser og indsætte det i artiklen. |